# Aggro Ansage Nr. 5
Aggro Ansage Nr. 5 è il quinto Sampler album dell´etichetta Aggro Berlin. Fu pubblicato il 2 dicembre del 2005. Il Sampler raggiunse il 10º Posto negli Album Charts tedeschi e fu premiato con un disco d´oro.

## Tracce
CD 1
1. AGGRO Anklage Intro – 1:20
2. AGGRO Berlin Zeit - (B-Tight, Tony D & G-Hot) – 4:45
3. Gegenschlag (Skit) – 1:44
4. Anklage Nr. 5 - (B-Tight, Fler, Tony D & Sido feat. Frauenarzt) – 4:52
5. Gesetzlos - (B-Tight, Tony D & G-Hot) – 4:18
6. Bad Boy - (Fler) – 3:23
7. Fadi Schmeisst Steine (Skit) – 0:22
8. Du Hu - (B-Tight & Tony D) – 3:45
9. Fadi gegen Bush (Skit) – 0:15
10. Wahlkampf - (Sido & G-Hot) – 3:53
11. AGGRO Star - (G-Hot) – 3:05
12. Musikgeschäft (Skit) – 0:09
13. Keine Angst - (A.i.d.S.) – 3:39
14. Fadi auf den Strassen (Skit) – 0:36
15. Ghettoleute - (B-Tight feat. MC Bogy) – 4:01
16. Schlampe - (Fler feat. Bass Sultan Hengzt) – 3:49
17. Atze und Matze (Skit) – 0:21
18. Benzin - (B-Tight, Tony D & G-Hot) – 3:39
19. Das ist Krieg - (Die Sekte) – 4:25
20. Streitaxt (Skit) – 0:16
21. Tony Damager - (Tony D) – 3:14
22. Alpa für Westberlin - (Alpa Gun) – 3:42
23. Fadis Traumstadt (Skit) – 0:27
24. Wir Pimpen - (B-Tight & Fler feat. Harris) – 4:28
25. Ein Schritt voraus - (Sido feat. Shizoe) – 4:04
26. Fadi mit Papier oder ohne (Skit) – 0:25

CD 2
1. Atze und Matze Intro – 0:19
2. A.G.G.R.O Teil 5 - (B-Tight, Tony D, G-Hot, Fler & Sido feat. Alpa Gun) – 4:23
3. Identität - (Fler) – 4:08
4. Tonys Block (Skit) – 1:40
5. Blockrandale - (Tony D feat. Frauenarzt) – 2:33
6. OK OK - (Fler & G-Hot) – 3:38
7. Geh Ab - (B-Tight & Tony D) – 3:28
8. Kein zurück - (B-Tight) – 3:10
9. Oreno Eisono Rapper - (Sido feat. Harris) – 2:44
10. Böser Blick - (Fler) – 3:45
11. Weil alles Gold geht - (B-Tight & G-Hot feat. MC Bogy) – 4:25